# Kenora (distrito)
O Distrito de  é uma região administrativa da província canadense de Ontário. Sua capital é Kenora. Possui 407 167 km², sendo a maior região administrativa da província. É maior em extensão territorial do que o Estado americano de Califórnia ou o Paraguai.